# Коуп, Ронни
Ро́нальд Ко́уп (англ. Ronald Cope; 5 октября 1934 — 27 августа 2016), более известный как Ро́нни Ко́уп (англ. Ronnie Cope) — английский футболист, выступавший на позиции центрального хавбека.

## Биография
Сыграл четыре матча за школьную сборную Англии в 1950 году. В том же году перешёл в клуб «Манчестер Юнайтед» в качестве игрока-любителя. В 1951 году подписал свой первый профессиональный контракт. Его дебют за «Манчестер Юнайтед» состоялся 29 сентября 1956 года в выездном матче против «Арсенала» на «Хайбери», в котором «Юнайтед» одержал победу со счётом 2:1. Начал регулярно выступать за основной состав только после мюнхенской трагедии. В 1960 году проиграл конкуренцию в основном составе Биллу Фоулксу, а в августе 1961 года перешёл в «Лутон Таун» за 10 000 фунтов. Всего он провёл за «Юнайтед» 106 матчей и забил 2 гола.
Проведя два сезона в «Лутоне», завершил профессиональную карьеру, перейдя в любительский клуб «Нортвич Виктория». В 1965—1966 годах был главным тренером этого клуба.
Его отец, Джордж Коуп, играл за клуб «Кру Александра».